# Ateuchus pauperatum
Ateuchus pauperatum är en skalbaggsart som beskrevs av Ernst Friedrich Germar 1824. Ateuchus pauperatum ingår i släktet Ateuchus och familjen bladhorningar. Inga underarter finns listade.